# قبا

القبا : 1) أوج؛ 2) حضيض؛ 3) بؤرة أو مركز القوة.

القَبَا، في الميكانيكا السماوية (بالإنجليزية: Apsides)‏ هي كلّ نقطة على مسار مركزيّ يكون بعدها عن مركز القوّة أكبر أو أصغر ما يمكن؛ بتعبير آخر، هي أبعد نقطة أو أقرب نقطة في مدار كوكب حول جرمه الرئيس. بين يوهانس كبلر أن مدارات الكواكب تكون في شكل قطع ناقص حيث تحتل الشمس (مركز القوة) إحدى بؤرتي القطع الناقص . ينتج عن ذلك أن الكوكب في مداره يكون أحيانا قريبا من الشمس (وتزداد سرعته خلال تلك الفترة) وأحيانا أخرى يكون فيها بعيدا عن الشمس بعد نصف دورة (بالتالي تنخفض سرعته خلال تلك الفترة). هذان الموضعان على مدار كوكب أو أي جرم سماوي يسميان أوج عندما يكون الكوكب بعيدا عن مركز القوة، وحضيض عندما يكون الكوكب قريبا من مركز القوة. وينطبق ذلك أيضا على أي قمر صناعي يدور حول الأرض، أحيانا يكون قريبا منها (في الحضيض)، وأحيانا يكون بعيدا عنها (في الأوج)، إلا إذا كان مداره دائري تماما.

## الاختلاف المركزي
العلاقة بين الاختلاف المركزي ومسافتي القبا: الأوج والحضيض هي:
الاختلاف المركزي = مسافة الأوج - مسافة الحضيضمسافة الأوج + مسافة الحضيض

## المحاور المرجعية لمدار الأرض

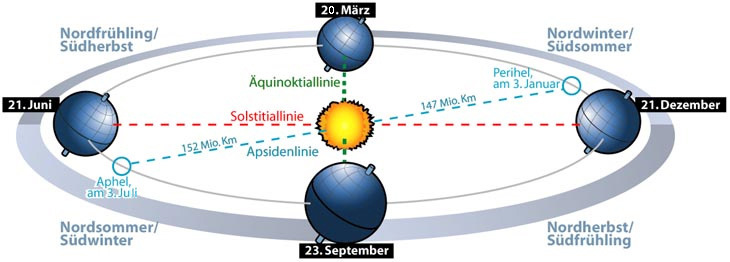
المحاور المرجعية لفلك الأرض حول الشمس.

يسمى الخط الذي يربط بين نقطتي الأوج والحضيض «بالمحور الرئيسي» ، وهو أكبر محور في قطع ناقص. وبسبب جاذبية الكواكب الأخرى فلا يبقى المحور الأساسي ثابتا وإنما يدور بطيئا في اتجاه الجرم الأم (الشمس) . ويسمى ذلك دوران الأوج (أو دوران الحضيض).
- أوج الأرض حول الشمس: مسافة 152 مليون كيلومتر
- حضيض الأرض حول الشمس: مسافة 147 مليون كيلومتر .

## مدارات الكواكب

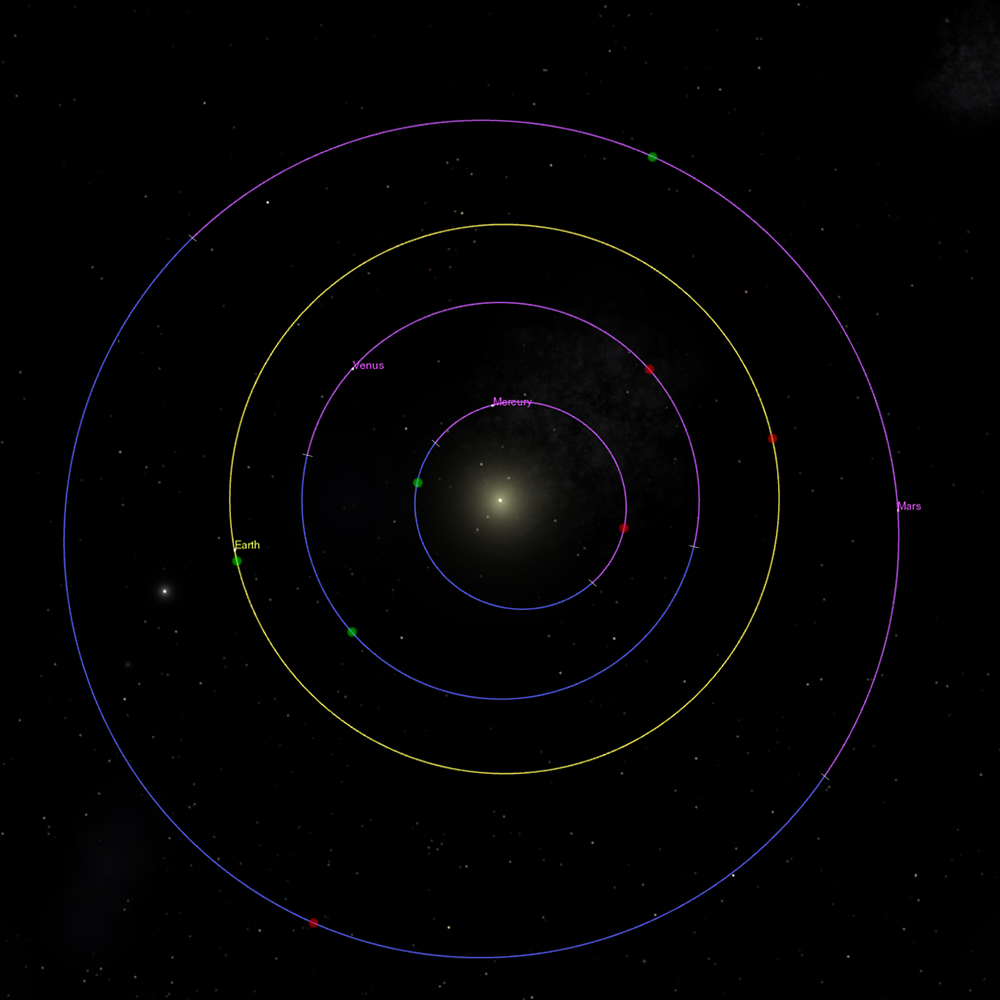
الأوج والحضيض للكواكب الداخلية.

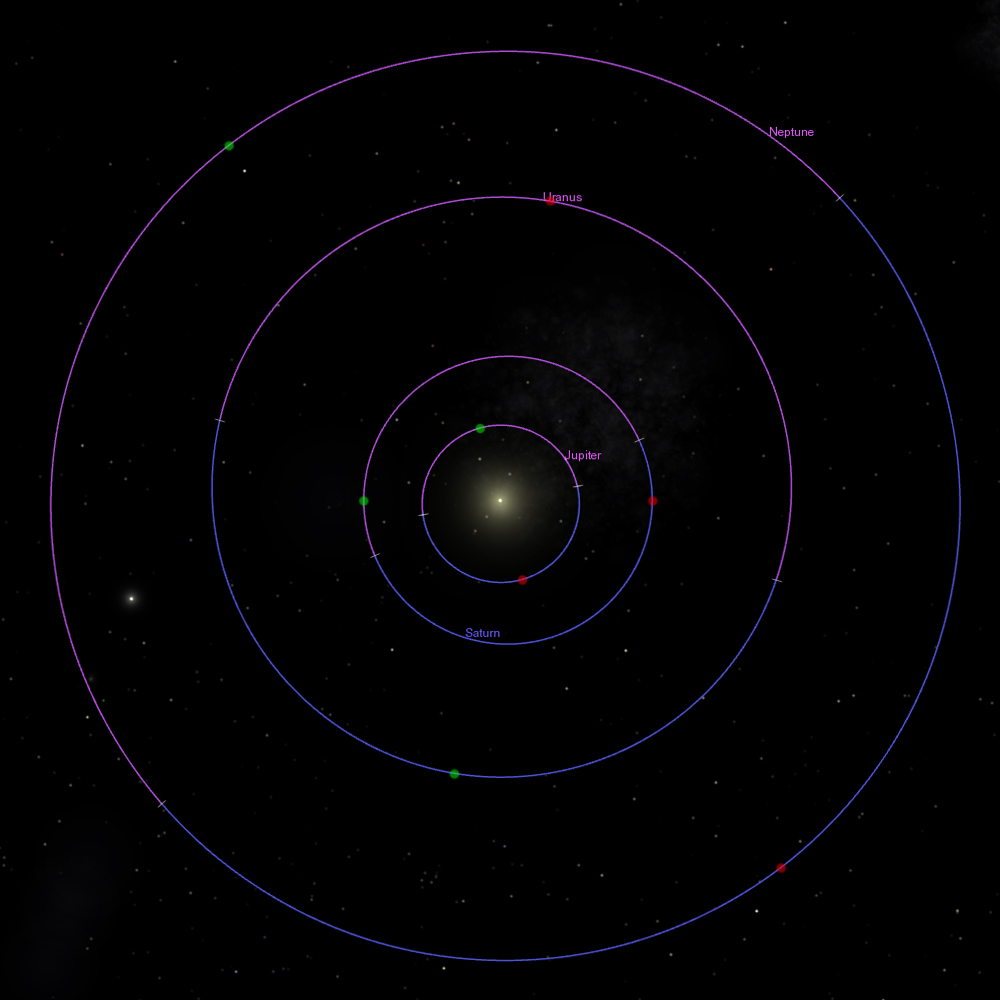
الأوج والحضيض للكواكب الخارجية.

## حضيض وأوج الأرض
| سنة  | الحضيض  | الحضيض | الأوج   | الأوج |
| ---- | ------- | ------ | ------- | ----- |
| سنة  | تاريخ   | ساعة   | تاريخ   | ساعة  |
| 2007 | يناير 3 | 20:00  | يوليو 7 | 00:00 |
| 2008 | يناير 3 | 00:00  | يوليو 4 | 08:00 |
| 2009 | يناير 4 | 15:00  | يوليو 4 | 02:00 |
| 2010 | يناير 3 | 00:00  | يوليو 6 | 11:00 |
| 2011 | يناير 3 | 19:00  | يوليو 4 | 15:00 |
| 2012 | يناير 5 | 00:00  | يوليو 5 | 03:00 |
| 2013 | يناير 2 | 05:00  | يوليو 5 | 15:00 |
| 2014 | يناير 4 | 12:00  | يوليو 4 | 00:00 |
| 2015 | يناير 4 | 07:00  | يوليو 6 | 19:00 |
| 2016 | يناير 2 | 23:00  | يوليو 4 | 16:00 |
| 2017 | يناير 4 | 14:00  | يوليو 3 | 20:00 |
| 2018 | يناير 3 | 06:00  | يوليو 6 | 17:00 |
| 2019 | يناير 3 | 05:00  | يوليو 4 | 22:00 |
| 2020 | يناير 5 | 08:00  | يوليو 4 | 12:00 |